# Matthijs de Ligt
Matthijs de Ligt (ur. 12 sierpnia 1999 w Leiderdorp) – holenderski piłkarz, występujący na pozycji obrońcy w Manchesterze United oraz w reprezentacji Holandii. Uczestnik Mistrzostw Europy 2021, 2024 oraz Mistrzostw Świata 2022.

## Kariera klubowa
Treningi piłkarskie rozpoczął w 2006 w FC Abcoude, skąd trafił do AFC Ajax. We wrześniu 2015 dołączył do Jong Ajax, drużyny młodzieżowej stanowiącej drugoligowe rezerwy Ajaksu, podpisując kontrakt do 30 czerwca 2018. W rozgrywkach Eerste divisie zadebiutował 8 sierpnia 2016 w zremisowanym 1:1 meczu z FC Emmen.
24 października 2016 został piłkarzem pierwszej drużyny, występując równocześnie w niektórych meczach rezerw do końca sezonu 2016/2017. Jego pierwszym meczem w Eredivisie było spotkanie rozegrane 27 listopada 2016 przeciwko sc Heerenveen, które zakończyło się wynikiem 1:0 dla Ajaksu.
18 lipca 2019 dołączył do Juventusu. W Serie A zadebiutował 31 sierpnia w wygranym 4:3 meczu u siebie z Napoli, rozegrał pełne 90 minut.
19 lipca 2022 roku przeszedł do Bayernu Monachium.
13 sierpnia 2024 roku podpisał pięcioletni kontrakt z opcją przedłużenia o kolejny rok z Manchesterem United. W nowym klubie zadebiutował trzy dni później w wygranym 1:0 meczu przeciwko Fulham, zmieniając w 81 minucie spotkania Harry'ego Maguire'a. Pierwszą bramkę dla Manchesteru United zdobył 14 września 2024 roku w wygranym 0:3 spotkaniu przeciwko Southampton.

## Kariera reprezentacyjna
W reprezentacji Holandii zadebiutował 25 marca 2017 w przegranym 0:2 meczu z Bułgarią.

## Statystyki

### Klubowe
(aktualne na 17 sierpnia 2025 roku)
| Klub               | Sezon              | Liga               | Liga  | Liga   | Puchar kraju | Puchar kraju | Puchar ligi | Puchar ligi | Europa | Europa | Inne  | Inne   | Suma  | Suma   |
| Klub               | Sezon              | Liga               | Mecze | Bramki | Mecze        | Bramki       | Mecze       | Bramki      | Mecze  | Bramki | Mecze | Bramki | Mecze | Bramki |
| ------------------ | ------------------ | ------------------ | ----- | ------ | ------------ | ------------ | ----------- | ----------- | ------ | ------ | ----- | ------ | ----- | ------ |
| Jong Ajax          | 2016/2017          | Eerste divisie     | 17    | 1      | –            | –            | –           | –           | –      | –      | –     | –      | 17    | 1      |
| Jong Ajax          | Ogólnie            | Ogólnie            | 17    | 1      | 0            | 0            | –           | –           | 0      | 0      | 0     | 0      | 17    | 1      |
| AFC Ajax           | 2016/2017          | Eredivisie         | 11    | 2      | 3            | 1            | –           | –           | 9      | 0      | –     | –      | 23    | 3      |
| AFC Ajax           | 2017/2018          | Eredivisie         | 33    | 3      | 2            | 0            | –           | –           | 4      | 0      | –     | –      | 39    | 3      |
| AFC Ajax           | 2018/2019          | Eredivisie         | 33    | 3      | 5            | 1            | –           | –           | 17     | 3      | –     | –      | 55    | 7      |
| AFC Ajax           | Ogólnie            | Ogólnie            | 77    | 8      | 10           | 2            | –           | –           | 30     | 3      | 0     | 0      | 117   | 13     |
| Juventus           | 2019/2020          | Serie A            | 29    | 4      | 4            | 0            | –           | –           | 6      | 0      | 0     | 0      | 39    | 4      |
| Juventus           | 2020/2021          | Serie A            | 27    | 1      | 4            | 0            | –           | –           | 5      | 0      | 0     | 0      | 36    | 1      |
| Juventus           | 2021/2022          | Serie A            | 31    | 3      | 4            | 0            | –           | –           | 7      | 0      | 0     | 0      | 42    | 3      |
| Juventus           | Ogólnie            | Ogólnie            | 87    | 8      | 12           | 0            | –           | –           | 18     | 0      | 0     | 0      | 117   | 8      |
| Bayern Monachium   | 2022/2023          | Bundesliga         | 31    | 3      | 4            | 0            | –           | –           | 7      | 0      | 1     | 0      | 43    | 3      |
| Bayern Monachium   | 2023/2024          | Bundesliga         | 22    | 2      | 1            | 0            | –           | –           | 6      | 0      | 1     | 0      | 30    | 2      |
| Bayern Monachium   | Ogólnie            | Ogólnie            | 53    | 5      | 5            | 0            | –           | –           | 13     | 0      | 2     | 0      | 73    | 5      |
| Manchester United  | 2024/2025          | Premier League     | 29    | 2      | 2            | 0            | 2           | 0           | 9      | 0      | 0     | 0      | 42    | 2      |
| Manchester United  | 2025/2026          | Premier League     | 1     | 0      | 0            | 0            | 0           | 0           | –      | –      | –     | –      | 1     | 0      |
| Manchester United  | Ogólnie            | Ogólnie            | 30    | 2      | 2            | 0            | 2           | 0           | 9      | 0      | 0     | 0      | 43    | 2      |
| Ogólnie w karierze | Ogólnie w karierze | Ogólnie w karierze | 264   | 24     | 30           | 2            | 2           | 0           | 69     | 3      | 2     | 0      | 367   | 28     |

## Sukcesy

### AFC Ajax
- Mistrzostwo Holandii: 2018/2019
- Puchar Holandii: 2018/2019

### Juventus
- Serie A: 2019/2020
- Puchar Włoch: 2020/2021
- Superpuchar Włoch: 2020

### Bayern Monachium
- Mistrzostwo Niemiec: 2022/2023
- Superpuchar Niemiec: 2022

### Reprezentacyjne
- Wicemistrz Ligi Narodów UEFA: 2018/2019

### Wyróżnienia
- Złoty Chłopiec: 2018
- Kopa Trophy: 2019
- Drużyna roku Eredivisie: 2017/2018, 2018/2019